# Biografteatern Scala
Biografteatern Scala er en biograf, der ligger i Ystad, Sverige. Den blev indviet den 14. september 1910, og det er landets ældste bevarede biograf, som er bygget til dette formål. Der er filmfremvisninger 3-4 dage om ugen.
Arkiveret 8. december 2017 hos  Wayback Machine

Ved åbningen var Biografteatern Scala en eksklusiv biograf, hvor der blev vist fem små kortfilm. Dens popularitet voksede hurtigt, og i 1925 blev den indviet på ny med en større sal med plads til 327 personer. I 1930 blev den opgraderet til også at kunne vise tonefilm.
I dag har biografen 130 siddepladser, og udover film bliver der også arrangeret koncerter, teater og konferencer i bygningen. Biografen drives af Föreningen Scalas Vänner.
Lions Club Ystad kårede Scalas vänner til Årets förening 2017 med den begrundelse, at "Föreningen Scalas venner er en af Ystads fremmeste kulturaktører, som spreder god kultur til medlemmer og ikke-medlemmer".